# Filaroides martis
Filaroides martis är en rundmaskart som först beskrevs av Werner 1782.  Filaroides martis ingår i släktet Filaroides och familjen Filaroididae. Inga underarter finns listade i Catalogue of Life.